# Shar Pei
Shar Pei (în cantoneză:shā pèih sau mandarină:沙皮 shā pí) este o rasă de câine din sudul Chinei. Menținută în mod tradițional pentru lupta câinilor, Shar Pei a fost spre punctul de dispariție în secolul al XX-lea, rasa este cunoscută în vest pentru ridurile profunde, în timp ce în Hong Kong se păstrează o formă tradițională mai puțin încrețită.

## Descriere
Shar Pei este o rasă de câine de dimensiuni medii, renumită pentru pielea excesiv de ridată. Rasa seamănă cu multe rase de câini din familia mastiffilor, cu toate că are cea mai strânsă legătură cu rasele spitz, iar cu Chow chow în mare parte fiind identic. Acest lucru se vede cel mai clar la cele două rase care posedă limbi unice albastru-negru. Acest câine se încadrează în același grup genetic ca Chow chow, Akita Inu și Shiba Inu.
Shar Pei au de obicei între 44 și 51 centimetre (17 și 20 in) și cântăresc între 16 și 20 kilograme (35 și 44 lb), au o blană scurtă, foarte aspră, care poate fi orice culoare solidă, cu excepția albului, deși negru, cele mai frecvente sunt cele roșii și cremă.